# Katarzyna Chalasinska-Macukov
Katarzyna Józefa Chałasińska-Macukow (nascuda el 20 de març de 1946 a Łódź) és una acadèmica polonesa, professora de ciències físiques, rectora Universitat de Varsòvia en els anys 2005-2012.